# Lindernia fugax
Lindernia fugax é uma espécie botânica do gênero Lindernia pertencente à família Linderniaceae.